# Volta Region
Koordinaten: 6° 30′ N, 0° 30′ O
Die Volta Region ist eine Region Ghanas mit der Hauptstadt Ho. Durch die Abspaltung der Oti Region am 15. Februar 2019 verlor sie 53,8 % ihrer Fläche und 28,48 % ihrer Einwohner.

## Geografie
Die Region liegt im Südosten des Landes und grenzt im Norden an die Oti Region, im Westen an die Eastern Region, im Südwesten an die Greater Accra Region sowie im Osten an Togo. Im Süden liegt der Atlantische Ozean.
Die Volta-Region Anteil an der Küstensavanne im Süden sowie dem Tropenwald im Norden. Ihr nördlicher Teil gehört mit dem Süden der Oti Region zum  bergigstes Teil Ghanas. Dort verläuft von Südwesten nach Nordosten die Akwapim-Togo-Kette. Hier befindet sich der Leklata, mit 907 m die höchste Erhebung in Ghana.

## Geschichte

### Bis zur Gründung Ghanas

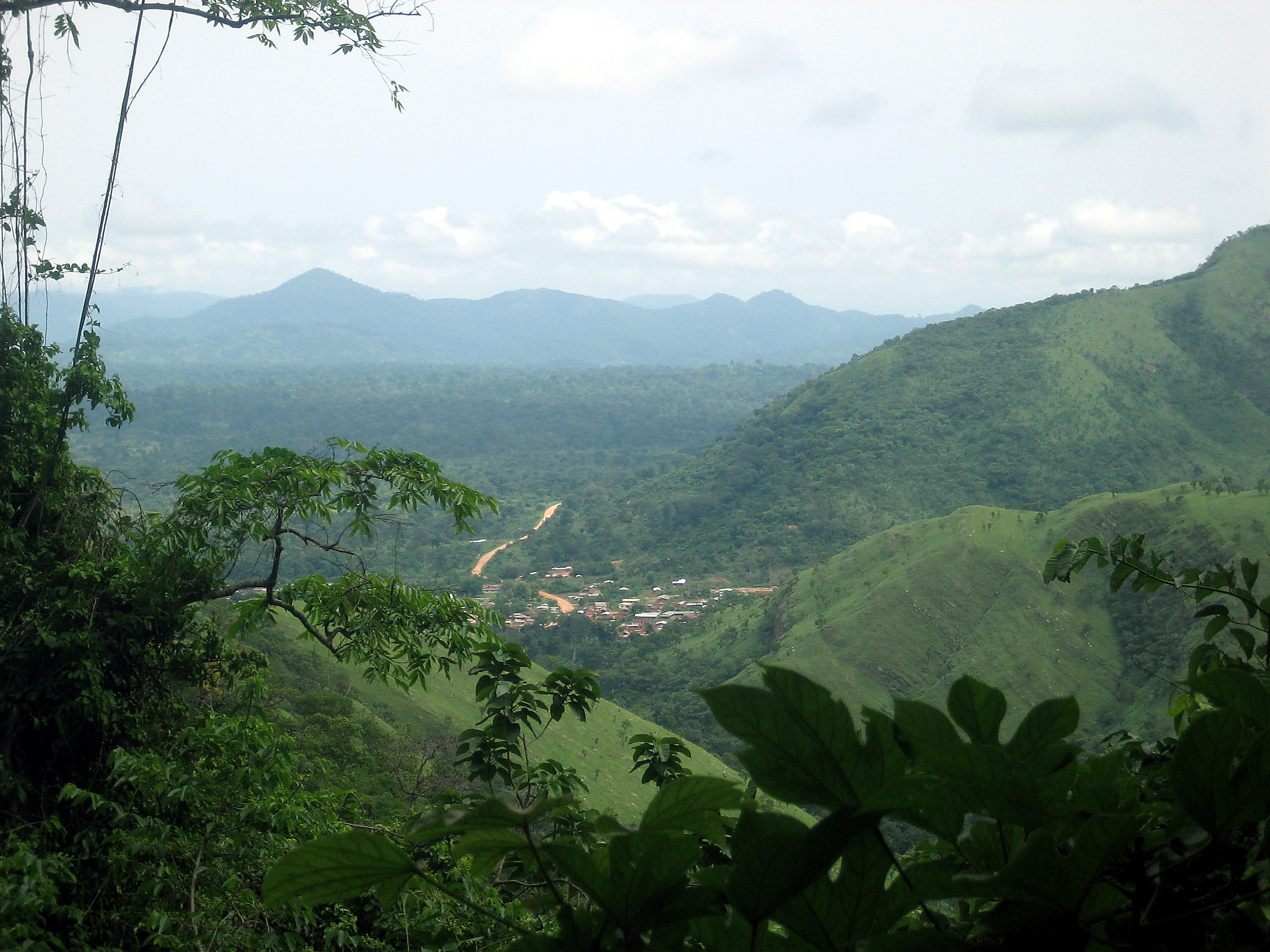
Landschaft bei Wli im Norden der Volta Region

Keine der einheimischen Ethnien hat sich in vorkolonialer Zeit in größeren staatlichen Einheiten organisiert. Der südliche Teil der Region wurde Anfang des 18. Jahrhunderts eine Zeit lang vom Königreich Akwamu beherrscht. Die Dänen errichteten 1784 bei Keta einen befestigten Stützpunkt (Fort Prinzenstein, siehe auch Historische Forts von Ghana). Der Kontakt mit den Europäern war an diesem Teil der Küste Ghanas wesentlich weniger intensiv als weiter westlich.
Kolonialisiert wurde die Region im Gegensatz zum restlichen Ghana ursprünglich nicht von den Briten, sondern von den Deutschen. Von 1884 bis 1918 (faktisch bis 1914) war die Region Teil der Kolonie Deutsch-Togo oder Togoland. So finden sich u. a. in der Stadt Kpandu noch heute Reste deutscher Kolonialarchitektur. Von 1919 bis 1956 war die heutige Volta Region als Britisch-Togoland ein britisches Völkerbund-Protektorat bzw. nach dem Zweiten Weltkrieg ein UN-Treuhandgebiet. Nach einer Volksabstimmung 1956 wurde es 1957 dem neuen Staat Ghana angegliedert.

### Die Volta Region bis 2019
Bis zur Abspaltung der Oti Region lag Volta Region mit 20.570 km² bezogen auf die Fläche, aber auch in Hinsicht auf die Einwohnerzahl im Mittelfeld der Regionen Ghanas.
Die Abspaltung war das Ergebnis eines Wahlversprechens der New Patriotic Party zu den Wahlen 2016, neue Regionen zu schaffen. In einem Referendum vom 27. Dezember 2018 sprachen sich 98,64 % der Abstimmenden für die Bildung der neuen Region aus, sodass sie am 15. Februar 2019 mit dem Constitutional Instrument 112 gegründet wurde.
Einwohnerentwicklung
| Zensusjahr | Einwohnerzahl |
| ---------- | ------------- |
| 1960       | 0777.285      |
| 1970       | 0947.268      |
| 1984       | 1.211.907     |
| 2000       | 2.106.696     |
| 2010       | 2.118.252     |
| 2019       | 1.865.300     |
| 2021       | 1.659.040     |

## Wirtschaft
Die Wirtschaft der Volta Region ist überwiegend von Landwirtschaft abhängig, 65 % aller Beschäftigten arbeiten in diesem Bereich. Kakao, Kaffee, Palmöl und Kolanüsse sind die wichtigsten kommerziellen Anbauprodukte. Es gibt – ungewöhnlich im tropischen Ghana – einige wenige kommerzielle Rinderfarmen für den lokalen Markt. Vor der Küste werden Erdölvorkommen vermutet. In Ho gibt es eine Polytechnische Hochschule und der Prozentsatz der Kinder, die eine Schule besuchen, ist hoch.

## Administrative Gliederung
Die Region gliedert sich in 18 Distrikte:
| Distrikt             | Hauptort       |
| -------------------- | -------------- |
| Adaklu               | Adaklu Waya    |
| Afadzato South       | Ve-Golokuati   |
| Agotime Ziope        | Agotime Kpetoe |
| Akatsi North         | Ave Dakpa      |
| Akatsi South         | Akatsi         |
| Anloga               | Anloga         |
| Central Tongu        | Adidome        |
| Ho Municipal         | Ho             |
| Ho West              | Dzolokpuita    |
| Hohoe Municipal      | Hohoe          |
| Keta Municipal       | Keta           |
| Ketu North Municipal | Dzodze         |
| Ketu South Municipal | Denu           |
| Kpando Municipal     | Kpando         |
| North Dayi           | Anfoega        |
| North Tongu          | Battor Dugame  |
| South Dayi           | Kpeve          |
| South Tongu          | Sogakofe       |